# テオフィル・ド・ガランシエール
テオフィル・ド・ガランシエール(Théophile de Garencières, 1610年 - 1680年)は17世紀ロンドンで活動したフランス出身の医師。ノストラダムスの『予言集』の英語対訳版を出したことで知られる。この版は、フランス語以外で出された初めての版であり、英語に限らず対訳版はこれ以降250年以上にわたって出されることがなかった（1850年にドイツ語訳版が出されたが、これは対訳版ではない）。このため、特に英語圏では、彼の版の知名度は高い（評価は後述）。なお、この人物では著作中ではTheophilus de Garencièresというラテン語混じりの表記を行っていた。

## 生涯
1636年にカーンで医学博士号を取得し、遅くとも1647年までにイギリスへ渡った。渡英後、1657年にオックスフォード大学でも医学博士号を取得し、ロンドンの医学校に勤務した。医師として、『この破局的な1665年におけるペストの本質、原因、兆候、救済、予防に関する理論的小論』（ロンドン、1665年。これは翌年までに少なくとも3版を数えた）、『混じりけのない真の珊瑚染料の身体への驚異の効能と素晴らしい効果』（ロンドン、1676年）などを刊行した。
彼はカトリックの信者であったが、渡英の際に棄教しており、のちに、『クレメンス8世が陰謀と狡猾な策略をもって教皇に選ばれた有名なコンクラーヴェ』（ロンドン、1670年）を刊行している。

## 英仏対訳版「予言集」

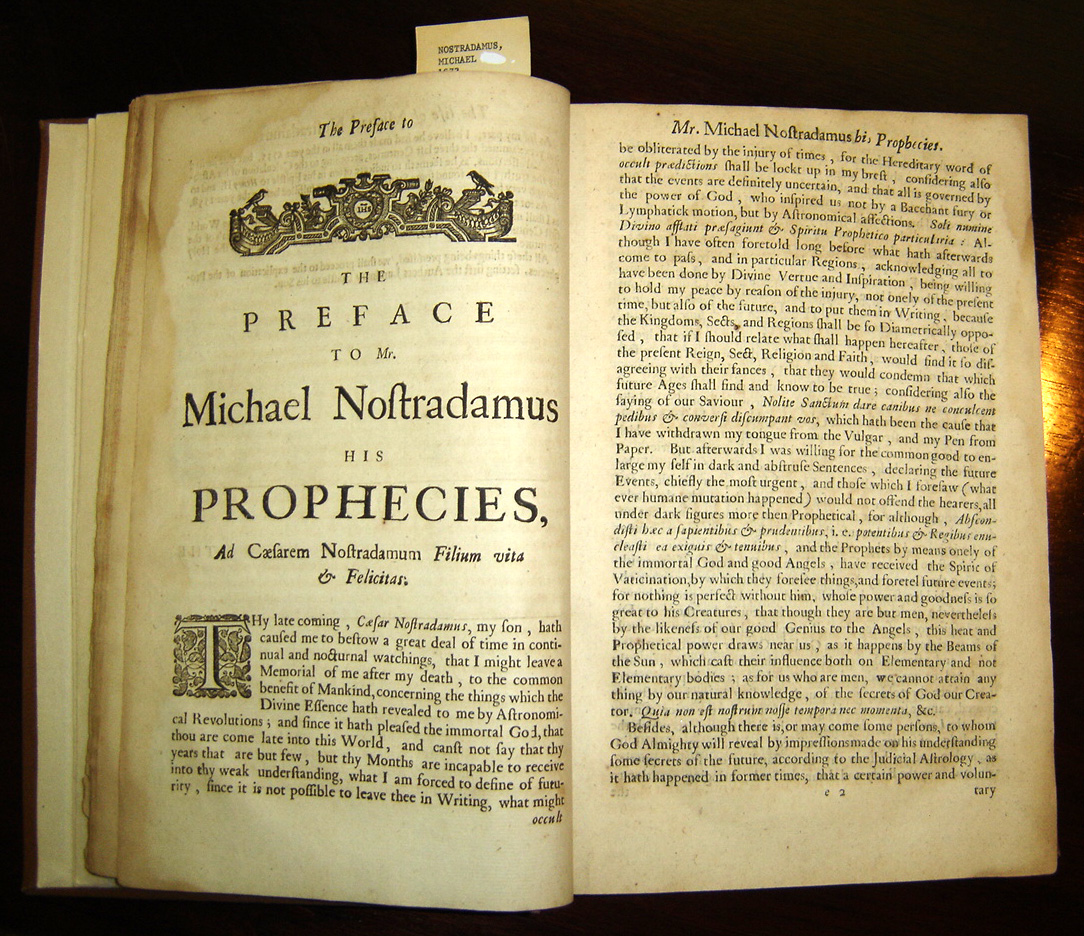
ガランシエールの対訳版（1672年）

正式名を『フランス国王アンリ2世、フランソワ2世、シャルル9世の侍医にして不世出の最高の天文学者の一人であったミシェル・ノストラダムスの真の予言あるいは予測。テオフィリュ・ド・ガランシエールによる翻訳と注釈 (The true Prophecies or Prognostications of Michael Nostradamus, Physician to Henri II. Francis II. and Charles IX. Kings of France, and one of the best Astronomers that ever were....Translated and commented by Theophilvs de Garencieres, Doctor in Phisick Colleg. Lond.)』という。1672年と1685年にロンドンで刊行された（内容はほぼ同じ）。「予兆詩集」をふくまないものの、それ以外の『予言集』の内容はほぼ全て含む（第一序文、第二序文は英訳のみ）。
なお、ノストラダムスは、シャルル9世の侍医だったことはあるが、アンリ2世やフランソワ2世の侍医だったことはない。タイトルは、後述のフランス語底本の不正確な表題を踏まえたものであるため、この点を誤っている。

### フランス語原文の底本と評価
底本には最初の完全版である1568年リヨン版を用いたとしているが、実際には、その版は1649年頃にパリまたはトロワで刊行された偽年代版であったことが明らかになっている。これは、ジュール・マザランを陥れるために、偽の詩篇を織り込んだものであった。
こうした底本の粗雑さに加え、エチエンヌ・ジョベール(?)の注釈書（1656年）に基づいて原文を改変しているため、原文に対する評価が極めて低い。また、19世紀の書誌学者ビュジェがまともに校正作業を行っていないと酷評している通り、単純な誤植と思われる箇所も多い。
他方で、ピエール・ブランダムールによるノストラダムス予言集の校定版では、ガランシエールが勝手に書き換えている語の方が文脈には適合していると評価されている箇所も、ごく一部ではあるが存在する。

### 英語訳の評価
1681年にJ.B.フィラレロスがロンドンで刊行した『イングランドにとっての喜ばしき朗報、すなわち著名なミカエル・ノストラダムスの予言』ではガランシエールの英訳を用いたことが明言されている。同じ時期に英語でのノストラダムス関連のパンフレット類の刊行点数がとみに増加しており、ガランシエールの著書の影響を見ることができる。
しかし、現在ではその評価は極めて低い。エドガー・レオニやエヴリット・ブライラーといった20世紀英語圏の懐疑派の研究者は、その英訳を酷評している。信奉者の間でも積極的に用いようという論者はほとんどいない。例外はアメリカの出版業者ヘンリー・C・ロバーツであり、彼は1947年に『予言集』の英仏対訳版を出した際に、ガランシエール版の原文、英訳とも重用した（これは、ガランシエール版以来となる史上2例目の対訳版であった）。日本で刊行されている唯一の仏和対訳版はこのロバーツの本からの重訳である。